# 437
437 foi um ano comum do século V no Calendário Juliano. com 52 semanas, o ano teve início e fim numa sexta-feira com a letra dominical C. Segundo o horóscopo chinês, foi o ano do Boi.
| Ano completo                       |
| ---------------------------------- |
| Ano comum com início à sexta-feira |